# First National

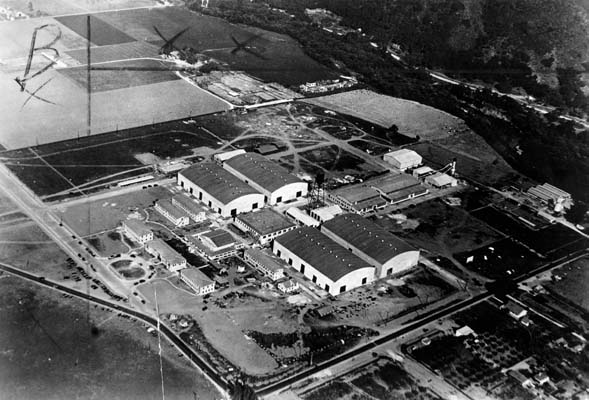
Primeiros estúdios da National Pictures em Burbank, Califórnia (c. 1928)

A First National Pictures foi uma empresa norte-americana de produção e distribuição de filmes. Foi fundada em 1917 como First National Exhibitors' Circuit, Inc., uma associação de proprietários de teatros independentes nos Estados Unidos, e tornou-se a maior cadeia de teatros do país. Expandindo de exibir filmes para distribuí-los, a empresa reincorporou em 1919 como Associated First National Theatres, Inc. e Associated First National Pictures, Inc. Em 1924, expandiu-se para se tornar uma empresa de produção cinematográfica como First National Pictures, Inc., e tornou-se um importante estúdio na indústria cinematográfica. Em setembro de 1928, o controle da First National passou para a Warner Bros., no qual foi completamente absorvida em 4 de novembro de 1929. Vários filmes da Warner Bros. foram posteriormente marcados como First National Pictures até julho de 1936, quando a First National Pictures, Inc., foi dissolvida.